# Шапарня
Шапарня (бел. Шапарня) — деревня в Кировском сельсовете Жлобинского района Гомельской области Белоруссии.

## География

### Расположение
В 16 км на восток от Жлобина, 7 км от железнодорожного разъезда Старая Рудня (на линии Жлобин — Гомель), 88 км от Гомеля.

## Гидрография
На востоке мелиоративный канал.

## Транспортная сеть
Транспортные связи по просёлочной, а затем автомобильной дороге Бобруйск — Гомель. Планировка состоит из двух прямолинейных, параллельных между собой меридиональных улиц, соединенных четырьмя переулками. Застройка двусторонняя, деревянная, усадебного типа.

## История
Основана в начале XX века переселенцами из соседних деревень. В 1930 году организован колхоз «За Родину». Во время Великой Отечественной войны с 1942 года активно действовала патриотическая группа, которая затем составила основу партизанского отряда (командир В. В. Павлов). В боях около деревни в июне 1944 года погибли 33 советских солдата (похоронены в братской могиле в центре деревни). 61 житель погиб на фронте. Согласно переписи 1959 года в составе колхоза имени Я. М. Свердлова (центр — деревня Кирово).

## Население

### Численность
- 2004 год — 25 хозяйств, 37 жителей.

### Динамика
- 1959 год — 313 жителей (согласно переписи).
- 2004 год — 25 хозяйств, 37 жителей.